# Woodbury, Connecticut
Woodbury är en kommun (town) i Litchfield County i Connecticut i USA med cirka 9 198 invånare (2000).